# الدوري الأمريكي لكرة السلة للمحترفين 1975–76
الدوري الأمريكي لكرة السلة للمحترفين 1975–76 (بالإنجليزية: 1975–76 NBA season)‏ هو موسم من إن بي أي. أقيم خلال الفترة 23 أكتوبر 1975 وحتى 6 يونيو 1976، وأشرف على تنظيمه إن بي أي، وفاز فيه بوسطن سيلتكس.